# World Cyber Arena
Die World Cyber Arena (WCA) sind ein E-Sport-Event, das seit 2014 jährlich in Yinchuan stattfindet. Ausrichter ist die Yinchuan International Game Investment Co. Ltd. 2014 fand es im Oktober statt, 2015 und 2016 jeweils im Dezember kurz vor Weihnachten. Ähnlich wie bei den bis 2013 ausgetragenen World Cyber Games, handelt es sich um eine Veranstaltung bei der E-Sportler aus aller Welt in mehreren verschiedenen E-Sport-Disziplinen antreten.
Zur Qualifikation für das Hauptevent werden im Vorfeld jeweils regionale Vorentscheide ausgetragen. Seit 2014 wurden bisher (Stand: September 2017) umgerechnet über 6.000.000 US-Dollar Preisgeld ausgeschüttet. Trotz der hohen Preisgelder ist das Event für die schlechte Organisation der Veranstalter kritisiert worden.
Die 2017er Auflage des Turniers fand erst im Mai 2018 und in deutlich kleinerem Rahmen (gemessen an der Anzahl der Disziplinen und dem ausgeschütteten Preisgeld) statt.

## Disziplinen
| 300 Heroes                       | MOBA/ARTS                   | 7er-Teams | JUMP Company           |   |   |   |   | 1 |
| Arena of Valor                   | MOBA/ARTS                   | 5er-Teams | Tencent                |   |   |   |   | 1 |
| Counter-Strike: Global Offensive | Ego-Shooter                 | 5er-Teams | Valve Corporation      |   |   |   |   | 2 |
| CQB Online**                     | unbekannt (Handyspiel)      | unbekannt | unbekannt              |   |   |   |   | 1 |
| Crossfire                        | Ego-Shooter                 | 5er-Teams | SmileGate/Neowiz       |   |   |   |   | 3 |
| Dota 2                           | MOBA/ARTS                   | 5er-Teams | Valve Corporation      |   |   |   |   | 4 |
| Dota Legend**                    | MOBA/ARTS (Handyspiel)      | unbekannt | unbekannt              |   |   |   |   | 1 |
| Hearthstone: Heroes of Warcraft  | Sammelkartenspiel           | Einzel    | Blizzard Entertainment |   |   |   |   | 3 |
| Heroes of the Storm              | MOBA/ARTS                   | 5er-Teams | Blizzard Entertainment |   |   |   |   | 1 |
| League of Legends                | MOBA/ARTS                   | 5er-Teams | Riot Games             |   | * | * |   | 2 |
| StarCraft 2                      | Echtzeitstrategiespiel      | Einzel    | Blizzard Entertainment |   |   |   |   | 1 |
| Warcraft 3                       | Echtzeitstrategiespiel      | Einzel    | Blizzard Entertainment |   |   |   |   | 3 |
| World of Tanks                   | Third-Person-Taktik-Shooter | 7er-Teams | Wargaming.net          |   |   |   |   | 2 |
| gesamt:                          |                             |           |                        | 7 | 7 | 7 | 4 |   |

* im Gegensatz zu den anderen Disziplinen traten in League of Legends nur chinesische Teams (und keine internationalen Teams) an.
**2014 waren auch die Handyspiele „Dota Legend“ und „CQB Online“ Teil des Programms, allerdings sind hier die Ergebnisse unbekannt.

## Ergebnisse

### CrossFire
| Jahr, Austragungsort | Preisgeld   | Platz 1                 | Platz 2          | Platz 3                  | Platz 4                  |
| -------------------- | ----------- | ----------------------- | ---------------- | ------------------------ | ------------------------ |
| 2014, Yinchuan       | 1.150.000 ¥ | AG俱乐部                | 白鲨俱乐部       | Energy Pacemaker.DouYuTV | 汉宫.QQ会员              |
| 2015, Yinchuan       | 1.250.000 ¥ | Energy Pacemaker Modern | Energy Pacemaker | Super.CTV                | RED Lantern              |
| 2016, Yinchuan       | 500.000 ¥   | Vici Gaming             | All Gamers       | Freedom Gaming / HG Clan | Freedom Gaming / HG Clan |

### Counter-Strike: Global Offensive
| Jahr, Austragungsort | Preisgeld   | Platz 1         | Platz 2     | Platz 3               | Platz 4         |
| -------------------- | ----------- | --------------- | ----------- | --------------------- | --------------- |
| 2016, Yinchuan       | 1.350.000 ¥ | Epsilon eSports | VG.CyberZen | iGame.com             | TyLoo           |
| 2017, Zhuhai         | 400.000 ¥   | VG.FlashGaming  | Team One    | Quantum Bellator Fire | Next Generation |

### Dota 2
| Jahr, Austragungsort | Preisgeld   | Platz 1         | Platz 2       | Platz 3      | Platz 4        |
| -------------------- | ----------- | --------------- | ------------- | ------------ | -------------- |
| 2014, Yinchuan       | 2.900.000 ¥ | Newbee          | Cloud 9       | Alliance     | Vici Gaming    |
| 2015, Yinchuan       | 4.300.000 ¥ | Alliance        | LGD Gaming    | Team Liquid  | Wings Gaming   |
| 2016, Yinchuan       | 4.100.000 ¥ | iG.Vitality     | Vici Gaming   | We Are Young | Prodota Gaming |
| 2017, Zhuhai         | 450.000 ¥   | Invictus Gaming | For The Dream | Planet Dog   | FATE eSports   |

### Hearthstone
| Jahr, Austragungsort | Preisgeld   | Platz 1                        | Platz 2                        | Platz 3                  | Platz 4                 |
| -------------------- | ----------- | ------------------------------ | ------------------------------ | ------------------------ | ----------------------- |
| 2014, Yinchuan       | 1.200.000 ¥ | Li "LiBo" Bo                   | Wang "Tiddler Celestial" Xieyu | Petar "Gaara" Stevanovic | Dima "Rdu" Radu         |
| 2015, Yinchuan       | 1.400.000 ¥ | Jang "Dawn" Hyun Jae           | James "Firebat" Kostesich      | Aaron "Aaron" Koh        | Cho "Steelo" Gang Hyeon |
| 2016, Yinchuan       | 1.000.000 ¥ | Vladislav "SilverName" Sinotov | Feng "Icefox" Xiao             | Yoon "Taesang" Tae Sang  | Artem "DrHippi" Kravets |

### Heroes of the Storm
| Jahr, Austragungsort | Preisgeld   | Platz 1   | Platz 2      | Platz 3            | Platz 4   |
| -------------------- | ----------- | --------- | ------------ | ------------------ | --------- |
| 2015, Yinchuan       | 2.000.000 ¥ | MVP Black | eStar Gaming | Team Asia StarDust | Oh My God |

### League of Legends
| Jahr, Austragungsort | Preisgeld   | Platz 1             | Platz 2              | Platz 3       | Platz 4           |
| -------------------- | ----------- | ------------------- | -------------------- | ------------- | ----------------- |
| 2015, Yinchuan       | 1.500.000 ¥ | Royal Never Give Up | Energy Pacemaker.All | Legend Dragon | 2144 Danmu Gaming |
| 2016, Yinchuan       | 700.000 ¥   | Team TY             | AES E-Sporting       | Star Club     | Red Lion          |

### StarCraft 2
| Jahr, Austragungsort | Preisgeld | Platz 1              | Platz 2               | Platz 3                   | Platz 4            |
| -------------------- | --------- | -------------------- | --------------------- | ------------------------- | ------------------ |
| 2016, Yinchuan       | 300.000 ¥ | Byun "Byun" Hyun Woo | Jo "Patience" Ji Hyun | Diego "Kelazhur" Schwimer | Hu "Jieshi" Jiajun |

### Warcraft 3
| Jahr, Austragungsort | Preisgeld | Platz 1               | Platz 2              | Platz 3               | Platz 4             |
| -------------------- | --------- | --------------------- | -------------------- | --------------------- | ------------------- |
| 2014, Yinchuan       | 650.000 ¥ | Wang "Infi" Xu Wen    | Yu "Yumiko" Jiankai  | Lu "Fly100%" Weiliang | Huang "TH000" Xiang |
| 2015, Yinchuan       | 650.000 ¥ | Lu "Fly100%" Weiliang | Marc "yAwS" Förster  | Jo "LawLiet" Ju Yeon  | Huang "TH000" Xiang |
| 2016, Yinchuan       | 300.000 ¥ | Park "Lyn" Joon       | Jo "LawLiet" Ju Yeon | Huang "TH000" Xiang   | Yu "Yumiko" Jiankai |

### World of Tanks
| Jahr, Austragungsort | Preisgeld   | Platz 1     | Platz 2       | Platz 3                | Platz 4   |
| -------------------- | ----------- | ----------- | ------------- | ---------------------- | --------- |
| 2014, Yinchuan       | 1.150.000 ¥ | ARETE       | RED GRA       | Kazna Kru              | ELong     |
| 2015, Yinchuan       | 2.000.000 ¥ | HellRaisers | Natus Vincere | High Woltage Caballers | EL Gaming |